# Ofensiva de la Nămoloasa (1917)
Ofensiva de la Nămoloasa a fost o acțiune militară de nivel strategic, planificată inițial să se dsfășoare în luna iulie 1917, în scopul ruperii apărării forțelor Puterilor Centrale, în sudul Moldovei. Ofensiva a fost anulată ca urmare a evoluțiilor negative de pe frontul rusesc din Galiția.

## Forțe participante

### Dispozitivul forțelor româno-ruse
În prima jumătate a anului 1917, armata Română retrasă în nordul Moldovei s-a refăcut și moral și material și în primele zile din luna iulie pornește să-și ocupe sectorul de luptă pe malul Siretului. Armata I Română, comandată de generalul Constantin Christescu, ocupă frontul de pe malul stâng al Siretului pe o lungime de aproximativ 40 km (cu 3 km mai sus de Biliești) prelungindu-se de-a lungul unei linii ce trecea prin localitățile Movilenii de Sus și Movilenii de Jos până în sud-est, la Crângeni și Olăneasca din Jud. Braila. Armata I Română trebuia să dea lovitura principală rupând frontul inamic între Podul Huroaia și Olăneasca, în regiunea joasă a Siretului, la sud de Fundeni - Nămoloasa, apoi să înainteze în direcția sud-vest, spre Râmnicu Sărat, spre a cădea in spatele forțelor inamice din regiunea Focșani. Armata a IV-a Rusă avea menirea de a acoperi și a asigura manevra Armatei I Române, atacând sectorul Olăneasca - Latinu, pe Siretul de jos, pentru a cădea în spatele forțelor inamice din regiunea Brăila. Data ofensivei a fost fixată, după două amânări pentru ziua de 22 iulie 1917.
Transportată în această regiune, Armata I Română, căreia i s-a adăugat divizia a 80-a rusească, a fost organizată pe două corpuri de armată. Corpul al 6-lea de armată, constituit din divizia a 80-a rusă, brigada I de călărași și divizia a 9-a română, a fost așezată în sectorul de nord, de la Movileni până la Fundeni, inclusiv. Comanda acestui corp de armată a fost încredințată generalului Eremia Grigorescu, fostul comandant de la Oituz. Avea o misiune defensivă. El trebuia să atace forțele dușmane din față, ca să imobilizeze și să nu permită rezervelor de sector să se deplaseze spre sud, unde era să se dea atacul decisiv de străpungere.
Corpul al III-lea de armată, de sub comanda generalului Iancovescu, era constituit din diviziile a 14-a la Nămoloasa - Gârlești și a 13-a la Blehani - Crîngeni. În linia a doua era divizia a 5-a la Hanu Conachi. Misiunea acestui corp de armată era ofensivă, el trebuia să facă ruptura frontului inamic între Podul Huroaia și Olăneasca. Această ruptură fiind făcută, corpul al 6-lea de armată trebuia să treacă Siretul și să participe la acțiunea ofensivă.

### Dispozitivul forțelor Puterilor Centrale
În fața sectorului Armatei I Române, frontul inamic era ținut de trupe din grupul de armate al Feldmareșalului Mackensen. Corpul I rezervă comandat de generalul prusian Curt von Morgen era împărțit astfel: de la Biliești la Vadu Roșca era divizia 216 care constituia aripa dreaptă a corpului I; de la Vadu Roșca la confluența Râului Leica cu Siretul era sectorul grupului Rîmnic, comandat de generalul  Bohr, constituit din divizia 301 infanterie și cavalerie austro-ungară. De la Leica la Gârlești era divizia 109 germană, apoi divizia 115 germană de la Gîrlești-Olăneasca-Chioveanu.
Inamicul își fortificase foarte puternic pozițiile sale. Cele mai puternice linii de apărare erau cele din Cotul Siretului. Peste tot erau linii de tranșee prevăzute cu rețele de sârmă ghimpată, urmărindu-se una în spatele alteia. Satele Nănești, Gîrlești, Crîngeni, erau organizate ca centre de rezistență, cu rețele de 4-6 rânduri și cu un mare număr de mitraliere în adăposturi betonate. Prima linie inamică pe un front de 6 km, se întindea de la Podul Huroaia la Crângeni. Pe acest aliniament se poate vedea și azi cazemata betonată a comandamentului german de la Grădini, care era legată prin șanțuri de comunicație cu Satul Măicănești
În zona frontului inamicul a plănuit, la rândul lui, să treacă la ofensivă împotriva armatei române, și încearcă străpungerea frontului in regiunea Fundeni-Nămoloasa, exact acolo unde ne pregăteam și noi să dăm lovitura. Comanda acestei ofensive fusese încredințată generalului Curt von Morgen, care avea la dispoziție diviziile 109, 115, 216, 76 și divizia 13 bulgară.
În vederea acestei operații, trupele germane încep a se concentra, iar în primele zile ale lunii iulie  fac pregătirile de atac, în același timp cu ale noastre. Ofensiva noastră avea așadar să lovească nu un sector calm, cu trupe dispuse rar, ci o masă de trupe concentrată,

## Lupta de artilerie
În  ajunul bătăliei, forțele cu care trebuia să execute ofensiva erau 170.000 oameni, cu 700 de tunuri și 52 de avioane, sub comanda generalului Constantin Christescu. Aviatorii zburau necontenit spre a lua fotografii, tunurile pipăiau mereu terenul, patrule puternice dădeau năvala în liniile dușmane spre a captura prizonieri. În sectoarele 13 și 14, la Gîrlești și Crângeni, dușmanul a dat atacuri violente cu artilerie și gaze toxice, care ne-au costat victime și prizonieri.
La 23 iulie 1917 dimineața, pe toată linia frontului Armatei I, aproape 700 de guri de tun trimiteau dușmanului în liniile sale salutul zgomotos al Armatei Române, reintrată în luptă după șase luni de tăcere. Trei zile, 23, 24, 25 iulie, a ținut tirul îngrozitorului bombardament, timp în care s-au aruncat asupra inamicului 170.000 de proiectile, adică 220 de vagoane cuprinzând 2200 tone de muniție. A fost cea mai mare acțiune de artilerie de pe frontul nostru. Toată lunca Siretului era acoperită de nori de fum negru, galben-roșcat și vârtejuri de țărână se ridicau in urma exploziilor. Noaptea cerul ardea, și sub privirile lor ardea și satul Măicănești.
Asaltul infanteriei fusese fixat la început pentru ziua de 25 iulie ora 5 dimineața, pe tot frontul armatelor I română, a IV-a și a VI-a rusă. În cele din urmă, începutul atacului se amână pentru dimineața zilei de 26 iulie. În după amiaza zilei de 25 iulie, comandamentul Armatei I Române primește copiile telegramelor adresate de generalul Șcerbacev armatelor ruse de pe frontul român. Armatei a VI-a rusă, care trebuia să coopereze cu Armata I Română la atac, i se telegrafiază: "Conform ordinului Guvernului Provizoriu, trebuie oprită temporar pregătire de artilerie până la noi ordine".
Comandamentul suprem român e nevoit să dea la rândul său, celor două armate române de pe front, ordinul nr.34 care începea cu următoarele cuvinte: "Cu tot succesul obținut - era vorba de succesul obținut  de Armata a II-a în ofensiva de la Mărășești - continuarea operațiunilor pe frontul nostru nu mai e posibilă din cauza situațiunii generale a frontului oriental..."
Furtuna, care umpluse câteva zile Lunca Siretului de răsunetul celui mai cumplit bombardament, se domoli și se stinse. Satele au rămas in ruină. Această furtună se menținu câtva timp slăbită la apus, spre dealurile Vrancei, pentru ca peste puțin timp, la 6 august 1916, să se deslănțuiască din nou năpraznic și furioasă, de la Mărășești până la Oituz. Dacă era bătălia de la Măicănești nu mai era cea de la Mărășești.